# Mosinee (hrabstwo Marathon)
Mosinee – miejscowość w Stanach Zjednoczonych, w stanie Wisconsin, w hrabstwie Marathon.